# Sakura no hanabiratachi
Sakura no hanabiratachi (桜の花びらたち? lett. "I petali di ciliegio") è il primo singolo del gruppo di idol giapponesi AKB48, pubblicato il 1º febbraio 2006 in Giappone per l'etichetta discografica indipendente AKS. Il singolo sarà successivamente ripubblicato il 27 febbraio 2008 dalla DefStar, in una nuova versione intitolata Sakura no hanabiratachi 2008.

## Il singolo
Il singolo è stato registrato da venti membri del Team A delle AKB48, ed è stato venduto unicamente presso il teatro delle AKB48 ad Akihabara durante i loro concerti. Il brano è stato utilizzato come sigla di chiusura del dorama Desu yo nee trasmesso dalla TBS, oltre che per le pubblicità dell'operatore di telefonia mobile NTT DoCoMo.

## Tracce
CD singolo
1. Sakura no hanabiratachi (桜の花びらたち) – 5:24 (testo: Yasushi Akimoto – musica: Hiroshi Uesugi)
2. Dear My Teacher – 4:15 (testo: Yasushi Akimoto – musica: Mion Okada)
3. Sakura no hanabiratachi (Karaoke version) – 5:24
4. Dear My Teacher (Karaoke version) – 4:15

Durata totale: 19:18

## Formazione
All'incisione della title track e del lato B del singolo hanno partecipato venti membri facenti parte del Team A:
- Minami Takahashi (center)
- Natsumi Hirajima
- Michiru Hoshino
- Tomomi Itano
- Nozomi Kawasaki

- Haruna Kojima
- Hitomi Komatani
- Atsuko Maeda
- Kayano Masuyama
- Rina Nakanishi

- Risa Narita
- Minami Minegishi
- Ayumi Orii
- Tomomi Ōe
- Mai Ōshima

- Yukari Satō
- Hana Tojima
- Kazumi Urano
- Yuki Usami
- Shiho Watanabe

## Classifiche
| Classifica (2006) | Posizione più alta |
| ----------------- | ------------------ |
| Giappone          | 10                 |